# Большой Сардык (деревня)
Большой Сардык — деревня в Сюмсинском районе Удмуртской республики.

## География
Находится в западной части Удмуртии на расстоянии приблизительно 7 км на восток по прямой от районного центра села Сюмси.

## История
Известна с 1873 года как починок Пыкытских верхотин (Сардык) с 13 дворами. В 1905 году 41 двор, в 1926 — 72. В центре Большого Сардыка располагалась старообрядческая церковь Белокриницкого согласия, которую сломали около 1939 года. Постройку перевезли в Гурклуд и сделали из неё школу. До 2021 года входила в состав Дмитрошурского сельского поселения.

## Население
Постоянное население составляло: 123 человека (1873), 283 (1905), 331 (1926), все русские, 17 в 2002 году (русские 94 %), 1 в 2012.